# Kenia en los Juegos Paralímpicos de Sídney 2000
Kenia estuvo representada en los Juegos Paralímpicos de Sídney 2000 por trece deportistas, ocho hombres y cinco mujeres.

## Medallistas
El equipo paralímpico keniano obtuvo las siguientes medallas:
| Nombre              | Deporte   | Evento                |
| ------------------- | --------- | --------------------- |
| Oro                 |           |                       |
| Henry Wanyoike      | Atletismo | 5000 m T11 masculino  |
| Plata               |           |                       |
| Mary Nakhumicha     | Atletismo | Jabalina F58 femenino |
| Bronce              |           |                       |
| Evelyne Khatsembula | Atletismo | 100 m T37 femenino    |
| Mary Nakhumicha     | Atletismo | Peso F57 femenino     |